# Villoslada de Cameros
Villoslada de Cameros település Spanyolországban, La Rioja autonóm közösségben. Villoslada de Cameros Brieva de Cameros, Ortigosa de Cameros, Villanueva de Cameros, Lumbreras de Cameros, Sotillo del Rincón, El Royo, Vinuesa és Montenegro de Cameros községekkel határos. Lakosainak száma 348 fő (2024).

## Népesség
A település népessége az elmúlt években az alábbi módon változott:
| Lakosok száma | 390  | 390  | 375  | 367  | 360  | 343  | 323  | 324  | 351  | 348  |
|               | 2001 | 2004 | 2007 | 2009 | 2012 | 2014 | 2017 | 2019 | 2022 | 2024 |